# نصب الشهداء الوطني
نصب الشهداء الوطني (بالبنغالية: সৌধ স্মৃতি সৌধ ) هو النصب الوطني لبنغلاديش، الذي أقيم في ذكرى الشهداء الذين استشهدو في حرب تحرير بنغلاديش عام 1971، والذي جلب الاستقلال وفصل بنغلاديش عن باكستان. يقع النصب التذكاري في سافار ، على بعد حوالى 35 كم شمال غرب العاصمة، دكا صممه سيد مينول هوساين

## التاريخ

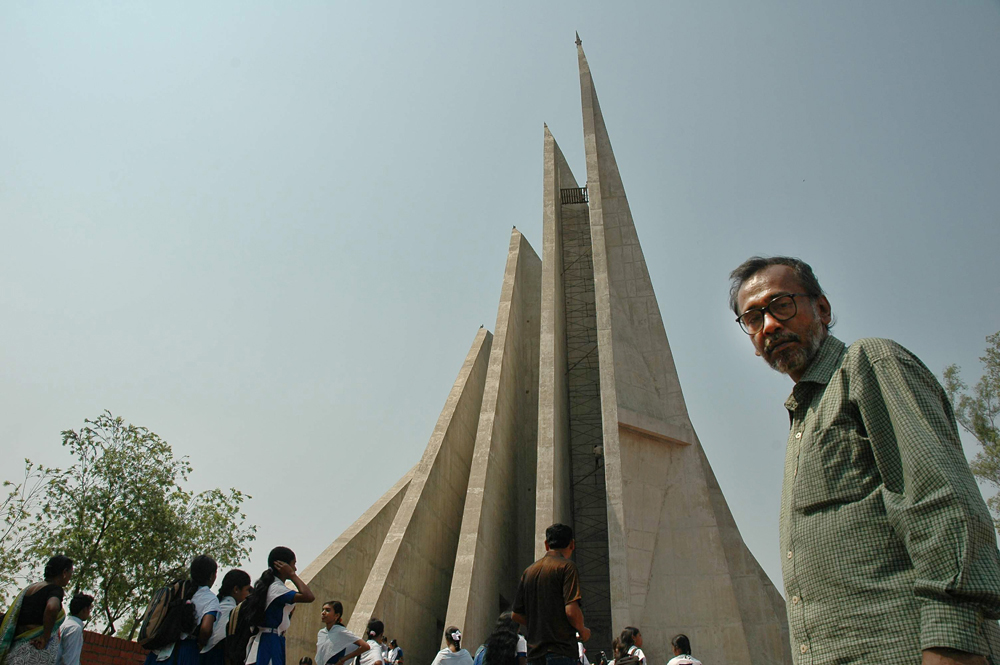
سيد مينول ونصب الشهداء الوطني

بدأت خطط النصب التذكاري في عام 1976. بعد اختيار الموقع، وتطوير الطرق والأراضي، عقدت مسابقة التصميم على مستوى البلاد في يونيو عام 1978. تم اختيار تصميم سيد مينول . تم الانتهاء من الهيكل الرئيسي والبحيرة الاصطناعية والمرافق الأخرى في عام 1982. تم افتتاحه في 16 ديسمبر 1982.
تتألف الهندسة المعمارية من سبعة زوايا من الجدران ذات الشكل الثلاثي. يمثل كل من هذه الزوايا السبعة فصلًا مهمًا في تاريخ بنغلاديش ، وتحديدًا حركة اللغة عام 1952 ، وانتخاب الجبهة المتحدة في عام 1954 ، وحركة الدستور عام 1956 ، وحركة التعليم في عام 1962 ، والانتفاضة الجماهيرية في عام 1969 ، وأخيرا الحدث المناخي لحرب التحرير في عام 1971 ، والذي تم من خلاله تحرير بنغلاديش.
في عام 1978 بدأوا البناء على الهيكل.و في عام 1982 تم الانتهاء من الهيكل أخيرا.

## معرض الصور

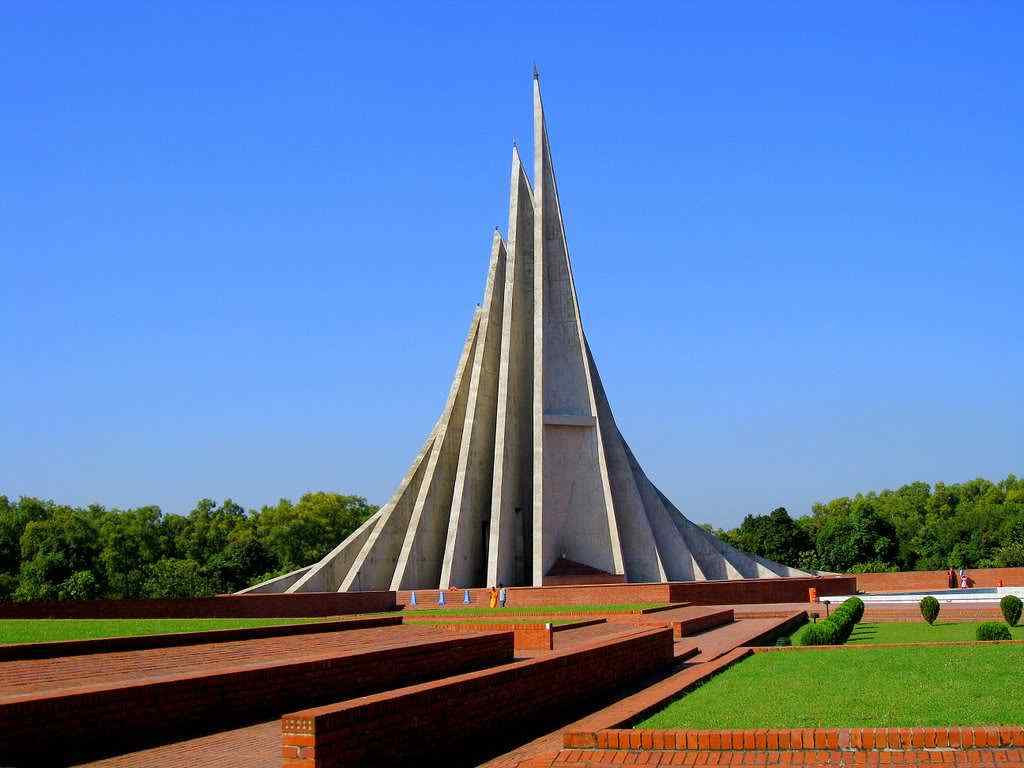
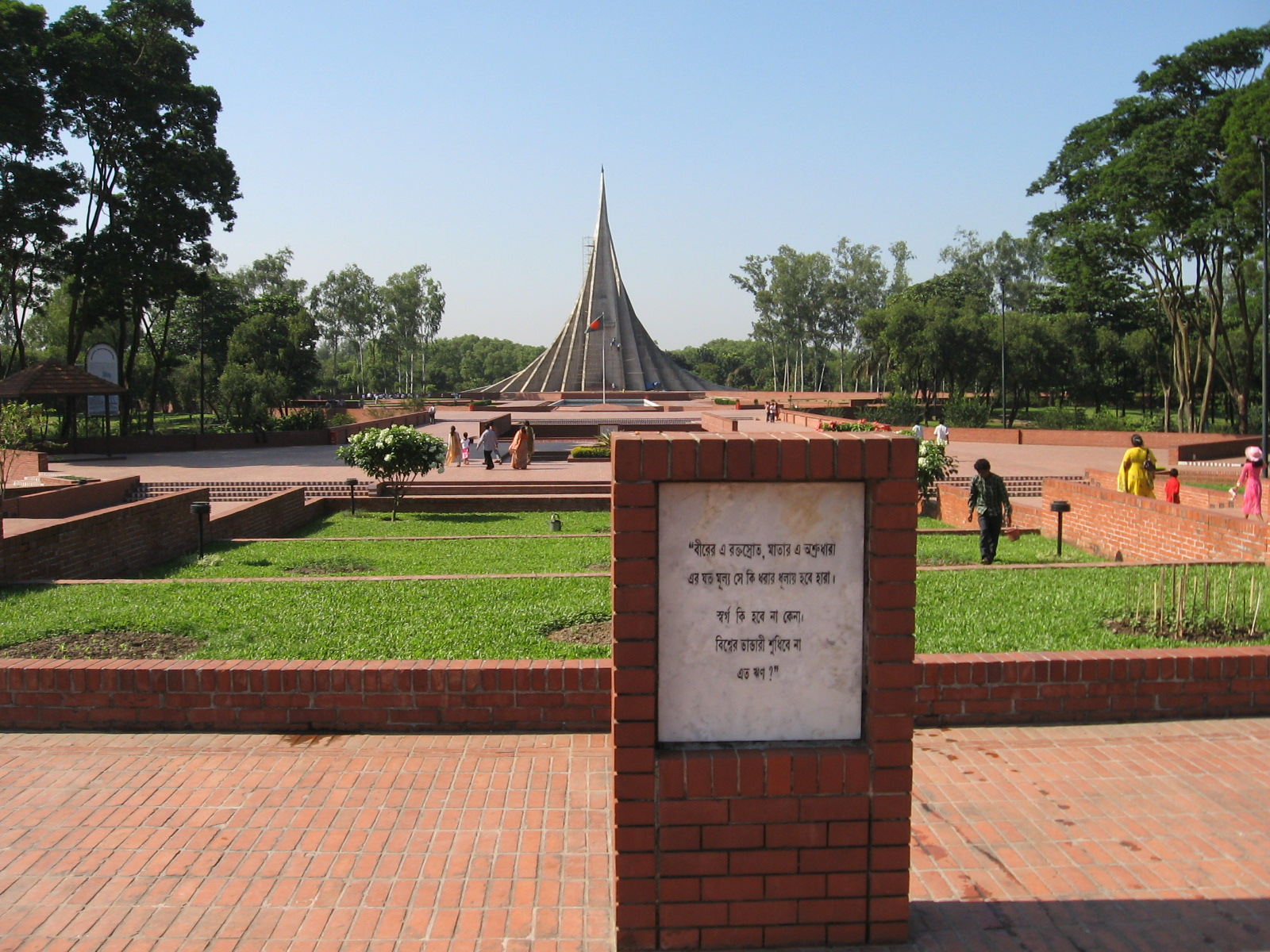
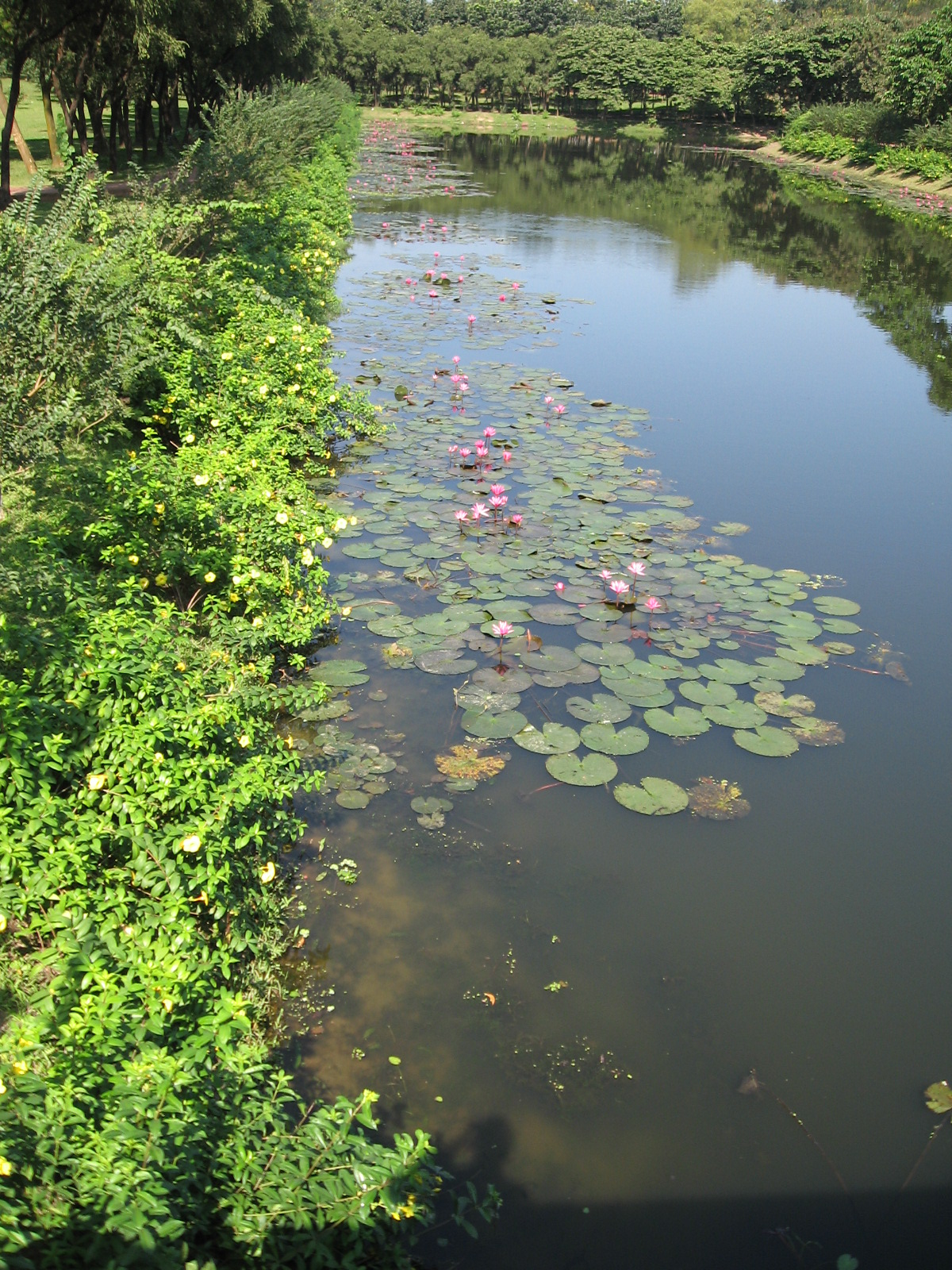
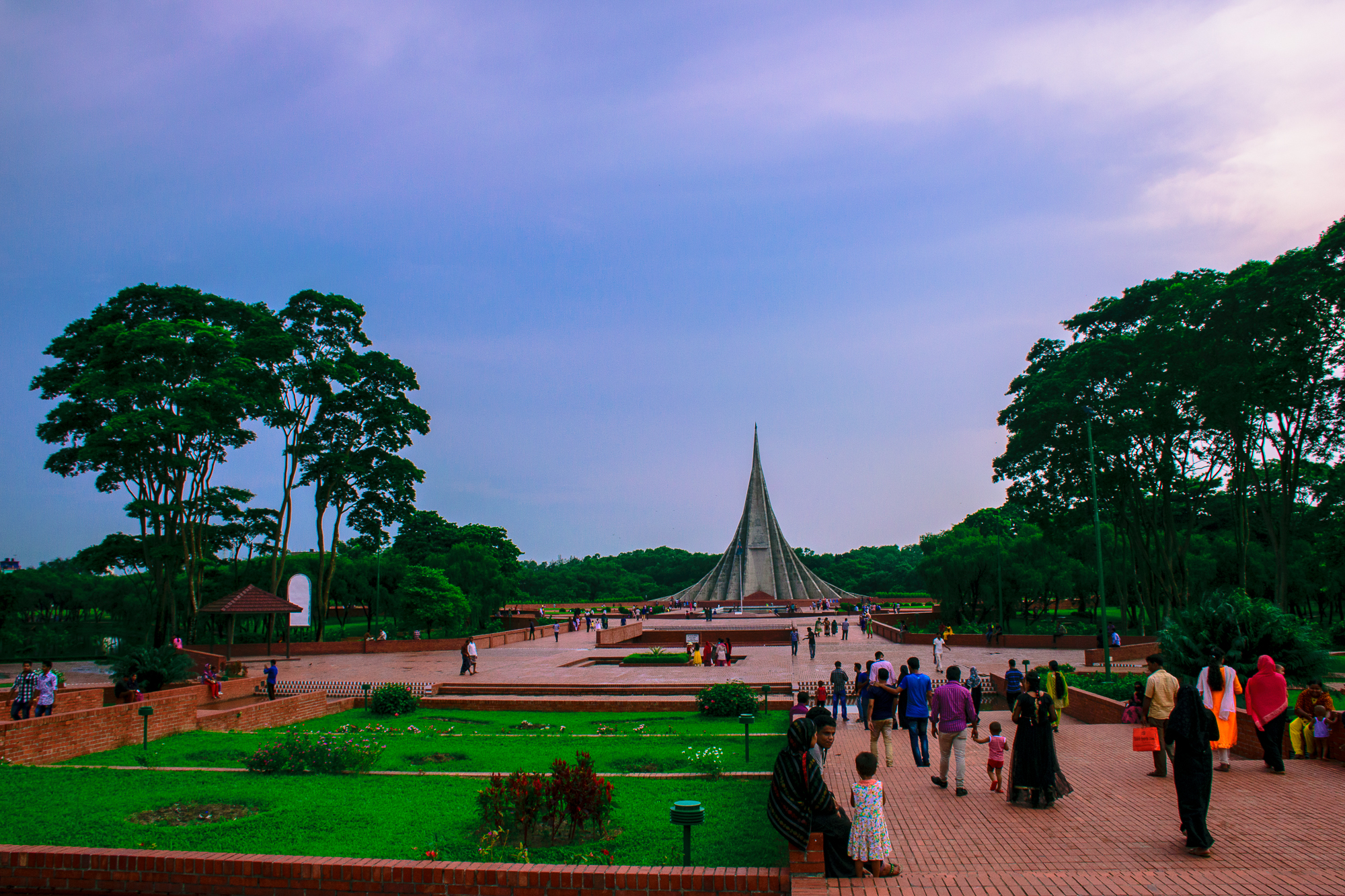
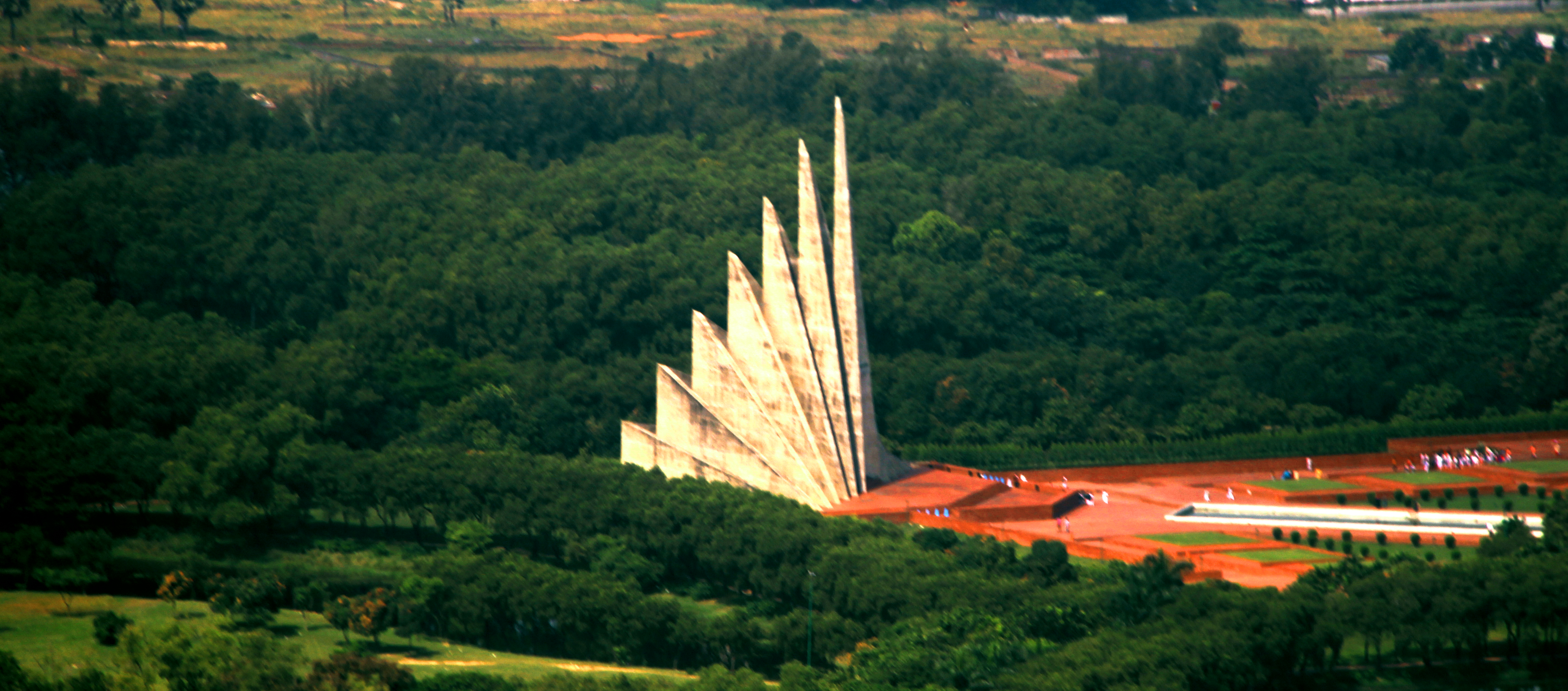